# Jane Benney
Jane Benney (* 4. April 1980 in Bulawayo) ist eine simbabwische Schauspielerin.

## Leben
Benney hat einen britischen Vater und eine afrikanische Mutter. Sie wuchs in Südafrika auf. Als Teenager nahm sie an Schönheitswettbewerben teil und spielte in einigen Theaterstücken. Ihre erste größere Filmrolle übernahm sie in der südafrikanischen Komödie Mr. Bones (2001), die in Südafrika ein größeres Einspielergebnis als Titanic erzielte. Im Jahr 2004 zog sie nach Hawaii, wo sie in einigen weiteren Filmen auftrat. Eine weitere größere Rolle spielte sie in der US-amerikanischen Komödie All for Melissa aus dem Jahr 2007.

## Filmografie
- 2001: Mr. Bones
- 2007: All for Melissa
- 2007: The Mark (Kurzfilm)